# Imeria erythrina
Imeria erythrina là một loài tò vò trong họ Ichneumonidae.